# Талиесин (резиденция)
Талиесин (англ. Taliesin) — это название двух резиденций, спроектированных и построенных знаменитым американским архитектором Фрэнком Ллойдом Райтом. Эти здания служили как его домами, так и студиями, где он работал и преподавал.

## Талиесин в Висконсине

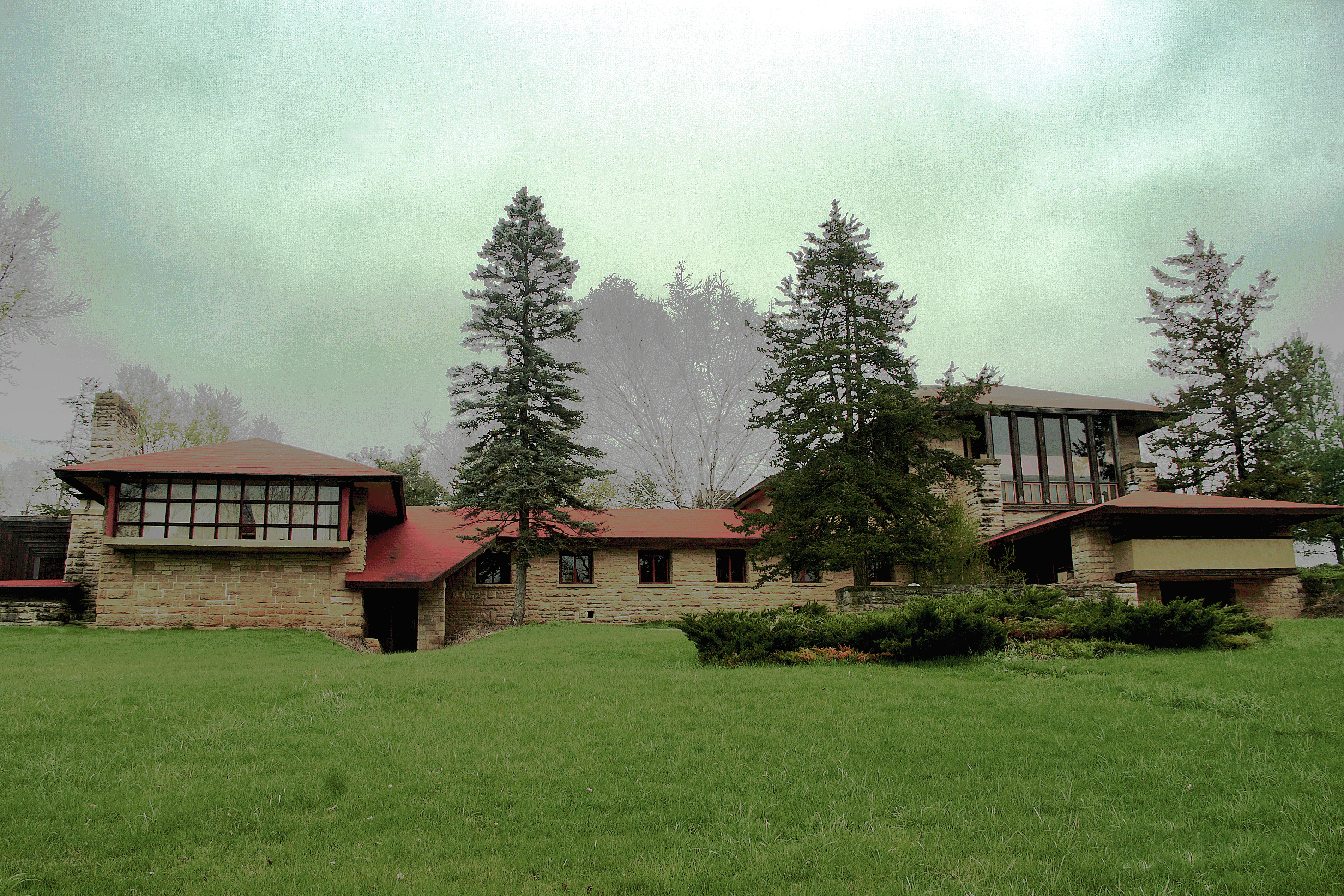
Здание

- Здание Домашней школы Хиллсайд[англ.]Местоположение: Спринг-Грин, Висконсин, США.
- Построен: 1911 год
- Описание: Талиесин в Висконсине был летней резиденцией Райта. Здание сочетает в себе элементы органической архитектуры, гармонично вписываясь в окружающий ландшафт. Оно включает жилые помещения, студии и учебные классы.
- История: Талиесин несколько раз перестраивался после пожаров в 1914 и 1925 годах. Сегодня это исторический памятник и музей, открытый для посетителей.
- Архитектурные особенности: Дизайн Талиесин включает низкорасположенные крыши, широкие карнизы и сильный горизонтальный акцент, что характерно для стиля прерий Райта. Использование местных материалов и интеграция здания с природным ландшафтом являются ключевыми элементами философии органической архитектуры Райта.
- Значимые события: Талиесин стал местом трагического пожара в 1914 году, в результате которого погибли семь человек, включая любовницу Райта, Мамах Бортвик. Здание было реконструировано и продолжало служить домом и студией Райта.
- Современное использование: Сегодня Талиесин в Висконсине функционирует как музей и учебный центр. Здесь проводятся экскурсии, лекции и образовательные программы, посвященные наследию Райта и его архитектурным принципам.
- Архитектурные детали: В интерьере Талиесин можно увидеть множество оригинальных элементов, таких как встроенная мебель, витражи и камины, которые подчеркивают уникальный стиль Райта. Здание также включает в себя сады и водоемы, которые создают гармоничное сочетание с природой.

## Талиесин в Аризоне
- Местоположение: Скоттсдейл, Аризона, США
- Построен: 1937 год
- Описание: Талиесин в Аризоне, также известный как Талиесин-Вест, был зимней резиденцией Райта. Здание построено из местных материалов, таких как камень и дерево, и отражает принципы органической архитектуры.
- История: Талиесин Вест служил не только домом и студией Райта, но и местом для его архитектурной школы. Сегодня это также музей и учебный центр.
- Архитектурные особенности: Талиесин Вест известен своим инновационным использованием пустынной кладки, где камни устанавливаются в бетон для создания стен, которые сливаются с пустынным ландшафтом. Дизайн включает открытые террасы, сады и дорожки, соединяющие внутренние и внешние пространства.
- Значимые события: Талиесин Вест постоянно модифицировался и расширялся Райтом и его учениками, отражая его развивающиеся архитектурные идеи и техники.
- Современное использование: Сегодня Талиесин-Вест является не только музеем, но и активным учебным центром. Здесь продолжают работать архитектурные программы, проводятся экскурсии и образовательные мероприятия.
- Архитектурные детали: В аризонском Талиесине можно увидеть множество оригинальных элементов, таких как световые колодцы, которые обеспечивают естественное освещение, и открытые пространства, которые создают ощущение единства с окружающей природой. Здание также включает в себя мастерские и студии, где продолжается работа по обучению новых архитекторов.

## Влияние и наследие
- Архитектурное значение: Оба Талиесина являются яркими примерами органической архитектуры, где здания гармонично сочетаются с природой. Они демонстрируют инновационное использование материалов, пространства и принципов дизайна Райта.
- Образование: Райт основал Талиесинское братство, программу архитектурного ученичества, в обоих Талиесинах. Эта программа продолжает работать сегодня как часть Школы архитектуры в Талиесине, обучая новых архитекторов его принципам и методам.
- Культурное наследие: В 2019 году Талиесин и Талиесин-Вест были включены в список объектов Всемирного наследия ЮНЕСКО, что подчеркивает их значимость в мировой архитектуре. Эти объекты признаны за их выдающуюся универсальную ценность и вклад в развитие современной архитектуры.
- Доступ для публики: Оба Талиесина открыты для публики для экскурсий, предлагая посетителям возможность лично познакомиться с архитектурным видением Райта. Они служат важными культурными и образовательными ресурсами, сохраняя наследие Райта для будущих поколений.
- Влияние на современную архитектуру: Принципы органической архитектуры, разработанные Райтом, продолжают оказывать влияние на современных архитекторов. Его идеи о гармонии с природой, использовании местных материалов и функциональности зданий остаются актуальными и востребованными.
- Публикации и исследования: Талиесин и Талиесин-Вест являются объектами многочисленных исследований и публикаций, посвященных архитектуре Райта. Эти здания изучаются как примеры инновационного подхода к дизайну и строительству.
- Социальное и культурное влияние: Талиесин и Талиесин-Вест играют важную роль в культурной жизни своих регионов. Они привлекают туристов, исследователей и студентов, способствуя развитию культурного туризма и образования.